# ایمپاسیبل پیکچرز
ایمپاسیبل پیکچرز (انگلیسی: Impossible Pictures) شرکت رسانه‌ای بریتانیایی است، که در سال ۲۰۰۲ تأسیس شد.